# 弗格斯福尔斯
弗格斯福尔斯（Fergus Falls），美国明尼苏达州奥特泰尔县城市，位于该县西南部，为奥特泰尔县县治所在地。总面积39.81平方公里，总人口13,138人（2010年）。

## 地理
弗格斯福爾斯的座標為46°17′03″N 96°09′24″W / 46.28417°N 96.15667°W，而該地的平均海拔高度為360米（即1181英尺）。